# 萬隆會議

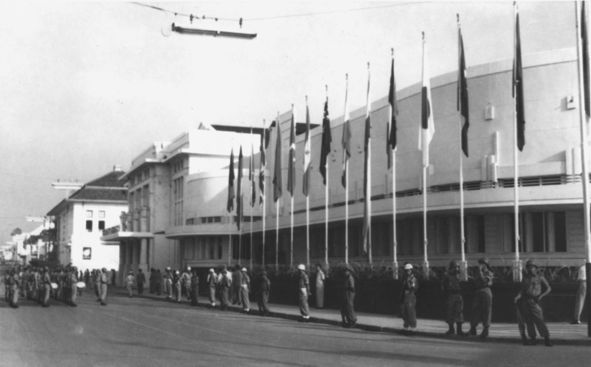
會議期間（1955年）的會場

万隆会议（英語：Bandung  Conference），又称第一次亚非会议（英語：Asian-African Conference），召开于1955年4月18日至4月24日，是部分亚洲和非洲的第三世界国家在印度尼西亚万隆召开的国际会议，也是有史以来亚非国家第一次在没有殖民国家参加的情况下讨论亚非事务的大型国际会议，主要讨论了保卫和平，争取民族独立和发展民族经济等各国共同关心的问题。万隆会议主要目的是促进亚非国家之间的经济文化交流，并共同抵制美国与苏联的殖民主义和新殖民主义活动，間接促成不結盟運動。

## 参会国家和地区

參會國分佈

- 阿富汗王國
- 緬甸聯邦
- 柬埔寨王國
- 錫蘭（今斯里兰卡）
- 中华人民共和国
- 賽普勒斯1
- 埃及
- 埃塞俄比亚帝国
- 英屬黃金海岸
- 印度
- 印度尼西亞
- 巴列维王朝
- 伊拉克王國
- 日本
- 约旦
- 黎巴嫩
- 利比里亚
- 利比亞王國
- 尼泊爾王國
- 巴基斯坦自治領
- 菲律賓
- 沙烏地阿拉伯
- 叙利亚
- 苏丹
- 泰國
- 土耳其
- 越南民主共和国
- 越南國
- 葉門穆塔瓦基利亞王國

1 尚未独立的英属殖民地塞浦路斯由马卡里奥斯三世代表。
共有304位代表出席了会议。这些国家代表了当时全球超过一半的人口。东道主印度尼西亚总统苏加诺在大会上以《让新亚洲和新非洲诞生吧》为题致了长篇开幕词。时任印尼总理沙斯特罗阿米佐约被选举为会议主席。

### 列席会议的观察員
部分第三世界国家的政党也派出代表，以观察员身份列席了会议：
- 阿尔及利亚民族解放阵线
- 突尼斯新宪政党
- 摩洛哥独立党
- 非洲人国民大会
- 南非印度人大會（英语：South African Indian Congress）

| 主权国家和地区         | 与会首脑职务名称           | 与会国政体       | 与会国国家元首                              | 与会领导人                         |
| 与会国家和地区         | 与会国家和地区             | 与会国家和地区   | 与会国家和地区                              | 与会国家和地区                     |
| ---------------------- | -------------------------- | ---------------- | ------------------------------------------- | ---------------------------------- |
| 阿富汗王國             | 阿富汗总理                 | 君主立宪制       | 阿富汗国王                                  | 穆罕默德·达乌德汗                  |
| 緬甸                   | 缅甸总理                   | 议会共和制       | 缅甸总统                                    | 吴努                               |
| 柬埔寨                 | 柬埔寨首相                 | 议会制君主立宪制 | 柬埔寨国王                                  | 诺罗敦·西哈努克                    |
| 錫蘭                   | 锡兰总理                   | 议会共和制       | 锡兰总督                                    | 达德利·森纳那亚克                  |
| 中华人民共和国         | 国务院总理兼外交部长       | 人民代表大会制度 | 中国共产党中央委员会主席 中华人民共和国主席 | 周恩来                             |
| 賽普勒斯               |                            | 英屬殖民地       |                                             | 马卡里奥斯三世                     |
| 埃及                   | 埃及总理                   | 议会共和制       | 埃及总统                                    | 贾迈勒·阿卜杜-纳赛尔               |
| 埃塞俄比亚帝国         | 埃塞俄比亚总理             | 君主立宪制       | 埃塞俄比亚皇帝                              | 海尔·塞拉西一世                    |
| 英屬黃金海岸           | 黄金海岸总理               | 自治殖民地       | 黄金海岸总督                                | 夸梅·恩克鲁玛                      |
| 印度                   | 印度总理                   | 联邦制           | 印度总统                                    | 贾瓦哈拉尔·尼赫鲁                  |
| 印度尼西亞             | 印度尼西亚总理             | 总统共和制       | 印度尼西亚总统                              | 苏加诺                             |
| 伊朗                   | 伊朗总理                   | 君主立宪制       | 伊朗国王                                    | 侯賽因·阿拉                        |
| 伊拉克王國             | 伊拉克首相                 | 君主立宪制       | 伊拉克国王                                  | 努里·赛义德                        |
| 日本                   | 日本内阁总理大臣           | 君主立宪制       | 日本天皇                                    | 鸠山一郎                           |
| 约旦                   | 约旦首相                   | 君主立宪制       | 约旦国王                                    | 易卜拉欣·哈希姆                    |
|                        | 老挝首相                   | 君主立宪制       | 老挝君主                                    | 梭发那·富马亲王                    |
| 黎巴嫩                 | 黎巴嫩总理                 | 共和制           | 黎巴嫩总统                                  | 福阿德·謝哈布                      |
| 利比里亚               | 利比里亚总统               | 总统共和制       | 利比里亚总统                                | 威廉·杜伯曼                        |
| 利比亞王國             | 利比亚总理                 | 联邦君主制       | 利比亚国王                                  | 伊德里斯一世                       |
| 尼泊爾王國             | 尼泊尔首相                 | 君主立宪制       | 尼泊尔国王                                  | 马亨德拉                           |
| 巴基斯坦               | 巴基斯坦总理               | 联邦共和制       | 巴基斯坦总统                                | 侯赛因·沙希德·苏拉瓦底             |
| 菲律賓                 | 菲律宾总理                 | 共和制           | 菲律宾总统                                  | 卡洛斯·加西亞                      |
| 沙烏地阿拉伯           | 沙特阿拉伯首相             | 君主专制         | 沙特阿拉伯国王                              | 费萨尔·本·阿卜杜勒-阿齐兹·阿勒沙特 |
| 叙利亚                 | 叙利亚总理                 | 共和制           | 叙利亚总统                                  | 阿迪卜·施舍克里                    |
| 苏丹                   | 苏丹总理                   | 联邦共和制       | 苏丹总统                                    | 伊斯梅尔·爱资哈里                  |
| 泰國                   | 泰国总理                   | 君主立宪制       | 泰国国王                                    | 銮披汶·颂堪                        |
| 土耳其                 | 土耳其总理                 | 议会制           | 土耳其总统                                  | 阿德南·曼德列斯                    |
| 越南民主共和国         | 越南民主共和国总理         | 社会主义国家     | 越南劳动党中央委员会主席 越南民主共和国主席 | 胡志明                             |
| 越南国                 | 越南国首相                 | 君主立宪制       | 越南国国长                                  | 吳廷琰                             |
| 葉門穆塔瓦基利亞王國   | 北也门总理                 | 君主制           | 北也门君主                                  | 穆罕默德·阿尔·巴德                 |
| 列席会议的观察员       |                            |                  |                                             |                                    |
| 阿尔及利亚民族解放阵线 | 阿尔及利亚民族解放阵线主席 | 自治共和国       | 阿尔及利亚临时政府总统                      | 費爾哈特·阿巴斯                    |
| 突尼斯新宪政党         | 突尼斯新宪政党总书记       | 总统制           | 突尼斯总统                                  | 哈比卜·布尔吉巴                    |
| 摩洛哥独立党           | 摩洛哥独立党               | 二元制君主立宪制 | 摩洛哥国王                                  | 艾哈迈德·巴尔法利                  |
| 非洲人国民大会         | 非洲人国民大会主席         |                  |                                             |                                    |
| 南非印度人大會         |                            |                  |                                             |                                    |

## 进程
1955年萬隆会议的亚非团结基调是由印度总理贾瓦哈拉尔·尼赫鲁在1947年定下的。1947年3月到4月，尼赫鲁在印度新德里召开的亚洲关系会议上表达了对泛亚洲合作的支持。这次会议在新德里成立了“亚洲关系组织”，并推举尼赫鲁为主席。会上，尼赫鲁还表示，亚洲对非洲人民也负有某种责任，亚非合作是建立和平的国际秩序所必需。
尼赫鲁领导的印度在萬隆会议上处于重要地位，而当时中华人民共和国尚未获得世界上大多数国家的承认，各国对中华人民共和国的了解也不多。尼赫鲁提议将中华人民共和国介绍给世界，并且不顾萬隆会议其他创始国的反对，邀请中华人民共和国国务院总理周恩来出席了萬隆会议。巴基斯坦虽已在1951年同中华人民共和国建交，但两国关系尚不密切，中华人民共和国和印度的关系却十分良好。为了平衡，巴基斯坦邀请日本参加萬隆会议。

### 议题
会议在求同存异的精神下，讨论了保卫和平、争取民族独立和发展民族经济等问题。经过各国协商，会议通过了包括经济合作、文化合作、人权和自决权、附属国问题、促进世界和平和合作的宣言等项内容的《亚非会议最后公报》。

### 争论
会议中的一个主要争论点是会议最后是否应该将苏联在东欧与中欧的政策与美国等国的殖民主义政策相提并论，而最后达成的共识是谴责“一切形式的殖民主义”。《亚非会议最后公报》中还提出，第三世界国家应该减少在经济上对西方国家和苏联的依赖，应该通过互助方式发展经济。
与会的代表们批评美苏两国在涉及亚非国家的政策时没有听取这些国家本身的意见。与会国家还表达了反对法国在北非和阿尔及利亚的殖民活动。

### “万隆精神”
《亚非会议最后公报》中《关于促进世界和平与合作的宣言》，提出了处理国际关系的十项原则。这十项原则体现了亚非人民为反帝反殖、争取民族独立、维护世界和平而团结合作、共同斗争的崇高思想和愿望，被称之为“万隆精神”。另外，十项原则包括了1954年由中国提出並与印度和缅甸共同倡导的和平共处五项原则的主要内容，被认为是处理国与国之间关系的准则，成为国际上公认的处理国家关系的基础。
十项原则的内容：
1. 尊重基本人权、尊重《联合国宪章》的宗旨和原则。
2. 尊重一切国家的主权和领土完整。
3. 承认一切种族的平等、承认一切大小国家的平等。
4. 不干预或干涉他国内政。
5. 尊重每一个国家按照《联合国宪章》单独地或集体地进行自卫的权利。
6. 不使用集体防御的安排来为任何一个大国的特殊利益服务；任何国家不对其他国家施加压力。
7. 不以侵略行为或侵略威胁或使用武力来侵犯任何国家的领土完整或政治独立。
8. 按照《联合国宪章》，通过如谈判、调停、仲裁或司法解决等和平方法以及有关方面自己选择的任何其他和平方法来解决一切国际争端。
9. 促进相互的利益和合作。
10. 尊重正义和国际义务。

另一种说法是，后来，人们把万隆会议所反映的亚非人民团结一致，保卫世界和平，增进各国人民间友谊的精神，称为“万隆精神”。

### 中华人民共和国参与万隆会议
當時成立五年多的中华人民共和国参加了本次会议，代表团由时任中华人民共和国国务院总理周恩来率领。代表團搭乘的飛機被炸彈炸毁，代表團3人遇難，周恩來由於臨時改變行程而倖免於難。会上，一些国家的代表当着中国代表的面攻击共产主义，又怀疑中国对鄰国“搞‘颠覆’活动”。为了化解各国之间的矛盾、分歧，中国代表团团长周恩来提出“求同存异”的方针。
在会议中，伊拉克的法迪尔·贾马利称共产主义是“新式殖民主义”，还有锡兰总理科特拉瓦拉也声称，亚非人民当前的任务不是反对殖民主义、争取独立，而是同美国联合起来，反对共产主义。对此，中国代表团团长周恩来说：“中国代表团是来求团结的，而不是来吵架的。我们是来求同，而不是立异的。”他还强调会议应该求同存异，并呼吁亚非各国撇开分歧，加强团结，为会议成功而努力。周恩来的讲话获得了比利时外交大臣斯巴克等多数国家代表的赞同。
在会上，中华人民共和国秉持“求同存异”的方针，从而减轻了其他国家对中华人民共和国的疑虑，对会议的成功起到了促进作用，同时也促进了中国同亚非各国的团结与合作。
此外，会议期间，周恩来还同日本代表团团长高碕达之助（日本经济审议厅长官）举行两次秘密会谈（第三次因美国反对而未举行），成为中华人民共和国同日本的首次正式接触。万隆会议结束后，中方代表廖承志与日方代表高碕达之助经过多次谈判，促成中日两国在1962年签署《中日贸易综合协定》。
会议期间，周恩来與印尼簽訂了關於雙重國籍問題的條約，不允許雙重國籍。持有雙重國籍的印度尼西亚華人，在條約簽署後20年內，成年時選擇印度尼西亚國籍或中國國籍。
1955年2月28日，美國國務卿杜勒斯訪問柬埔寨，希望柬埔寨加入美國陣營。1955年3月柬埔寨国王西哈努克訪問印度時，尼赫魯總理說服他中國將遵守和平共處五項原則。随后，周恩来在万隆会议上结识了西哈努克，开启了中柬友好关系。
周恩來在万隆會議結束前聲明願意與美國談判緩和遠東局勢的問題，以此結束了已持續近8個月的第一次台海危機，并開啟了此後16年美國與中國的協商渠道。

## 影響
万隆会议奠定了不结盟运动的基礎。会议结束后，亚非国家的合作获得加强，南南合作由此开端。
亞非國家原擬於1965年舉行第二次亞非首脑會議，但因東道國阿爾及利亞政局突變而擱置。2002年11月，南非總統姆貝基提議重新構建亞非合作框架，獲時任印尼總統的梅加瓦蒂作出了積極回應，並由兩國牽頭於2005年4月22日在万隆会议举行50周年之际，在万隆和雅加达举办第二次亚非首脑会议。会议通过了《亚非新型战略伙伴关系宣言》，宣布建立亚非新型战略伙伴关系。
2015年4月19日，以“加强南南合作，促进世界和平繁荣”为主题的亚非领导人会议和万隆会议60周年纪念活动系列会议在雅加达开幕。2015年4月19日和20日，亚非高官和部长会议在雅加达举行；4月22日至23日，政府首脑会议在雅加达举行；4月24日，亚非会议60周年纪念活动在万隆举行。

## 外部連結
- [《亞非會議最後公報》] (PDF). 盧森堡: Centre Virtuel de la Connaissance de l'Europe. 1955-04-22  [2015-04-23]. （原始内容存档 (PDF)于2021-04-17） （英语）.